# Zasada synorganizacji
Zasada synorganizacji głosi, że początkowo odmienne funkcjonalnie i rozdzielone przestrzennie narządy łączą się w bardziej złożone zespoły, służące do pełnienia bardziej skomplikowanej czynności, np. wykształcenie aparatu Webera u ryb kościstych służy do przekazywania ciśnienia od pęcherza pławnego do błędnika. Powstał on w wyniku połączenia różnych części kręgów oraz żeber.